# Бех Петро Олексійович
Петро Олексійович Бех (8 липня 1949 — 9 серпня 2021) — український мовознавець, кандидат філологічних наук, професор, проректор з науково-педагогічної роботи (міжнародні зв’язки) Київського національного університету імені Тараса Шевченка, заслужений працівник освіти України. Член Вченої ради Київського університету. Лауреат Премії імені Тараса Шевченка КНУ. Нагороджений Орденом Нестора–Літописця УПЦ (2000), Орденами Зірка Італійської солідарності (2003, 2015), Орденами Академічних Пальм Франції (2008, 2019), Орденом «За заслуги» ІІІ ст., Кавалерським хрестом Ордена  «За заслуги перед Республікою Польща» (2012).

## Життєпис
Петро Бех народився 8 липня 1949 року в с.м.т. Вільча Поліського  району Київської області у родині залізничника.
Закінчив Вільчинську середню школу. У 1975 році закінчив  Київський університет.
В 1970 році вступив до Київського ордена Леніна і Ордена Жовтневої Революції державного університету імені Тараса Шевченка на факультет іноземних мов, перекладацьке відділення, а в 1975 році закінчив цей заклад з відзнакою, отримавши диплом перекладача-референта, викладача англійської і французької мови і літератури.  Був студентським деканом, двічі виїздив у складі студентських будівельних загонів до Кустанайської області (Казахстан). У 1973 році у складі делегації Київського університету відвідав Університет м.Тампере (Фінляндія), а в 1975 році проходив стажування у Великій Британії (Лондон). З 1975 по 1978 роки навчався в аспірантурі на кафедрі теорії і практики перекладу германських мовфакультету іноземної філології Київського університету. Успішно захистив кандидатську дисертацію на тему “Відтворення поетичного образу” (на матеріалі англо-українських і англо-російських поетичних перекладів).
З 1978 року — працював викладачем, з 1981 - доцентом, з 1982 по 1991 роки завідувачем кафедр англійської мови природничих факультетів, а з 1991 по 2015 роки завідувачем кафедри методики навчання іноземних мов та прикладної лінгвістики Інституту філології Київського університету.
У 1994–2008 роках — Петро Бех начальник управління міжнародних зв’язків Київського університету.
З 2009 по 2011 роки — Голова Конвенту Європейського Колегіуму польських і українських університетів.
З 2008 року — проректор з науково-педагогічної роботи (міжнародні зв’язки) Київського національного університету імені Тараса Шевченка.
З 2004 по 2017 роки — член комісії України у справах ЮНЕСКО.
Неодноразово залучався як перекладач на міжнародних зустрічах Президента України, Голови Верховної Ради України, Прем’єр-Міністра України, Генерального Секретаря ООН, інших національних й іноземних високопосадовців.
Протягом багатьох років був Головою Науково-методичної комісії з іноземних мов при Міністерстві освіти і науки України, членом Навчально-методичного об’єднання з романо-германської філології та іноземних мов ЗВО України при Міністерстві освіти і науки України. Неодноразово був головою жури Всеукраїнських Олімпіад з англійської мови, заступником головного редактора Науково-методичного журналу ”Іноземні мови в навчальних закладах”.
16 вересня 2011 року в Болонському університеті від імені Київського національного університету імені Тараса Шевченка підписав Велику хартію університетів.

## Доробок
Провідний фахівець в галузі методики навчання іноземних мов та прикладної лінгвістики, теорії й практики перекладу (зокрема, питань англо-українського поетичного перекладу), теоретичних і практичних проблем дво- і багатомовної перекладної лексикографії, сучасних інформаційних технологій, менеджменту міжнародних зв’язків, автор низки підручників та навчально-методичних робіт з англійської мови, перекладач, укладач термінологічних і загальних словників, керівник міжнародних проєктів в царині освіти, науковий керівник дисертаційних робіт, рецензент наукових і науково-методичних праць, редактор монографій, член редколегій фахових журналів та збірників статей.
Петро Бех — автор численних наукових праць, серед яких статті та розвідки, навчально-методичні розробки, програми, словники, посібники, редактор науково-методичних видань тощо. Російсько-англо-український словник з інформатики та обчислювальної техніки, співавтором якого є професор П.О.Бех, увійшов до десяти кращих книг 1998 року. У співавторстві з проф. Л.В.Биркун перший в Україні двома виданнями вийшов “Самовчитель англійської мови”, а його підручник “Англійська мова”, призначений для учнів старших класів, абітурієнтів і студентів молодших курсів, витримав п’ять видань загальним накладом понад 200 тисяч примірників і вважався одним з найкращих.
Під керівництвом проф. Петра Беха понад 15 аспірантів захистили кандидатські дисертації.
Неодноразово проходив стажування та перебував з робочими візитами у провідних університетах Австрії, Азербайджану, Бельгії, Болгарії, Великої Британії, Данії, Кенії, КНР, Малайзії, Мальти, Марокко, Німеччини, Норвегії, Південної Кореї, Польщі, США, Тайваню, Хорватії, Фінляндії, Франції, Швеції, Узбекистану та інших країн. Також підвищував свою кваліфікацію, брав участь у наукових конференціях, виступав з лекціями, виступав на телебаченні, знайомився із станом і системою освіти, брав участь у встановленні двосторонніх зв’язків з університетами цих країн, представляв  українську освіту на заходах, що проводилися Радою Європи, Євросоюзом, ЮНЕСКО.
За безпосереднього сприяння Петра Беха в університеті підписано понад 396 угод про міжнародне співробітництво з понад 56 країн світу, в рамках яких щороку понад 1000 викладачів та студентів відвідують закордонні навчальні заклади, така ж кількість іноземних студентів, викладачів, науковців тощо щорічно перебуває в Київському університеті, проводяться спільні науково-технічні конференції, виконуються міжнародні проєкти, здійснюється співпраця в освітній і культурній сферах, збільшується число іноземних студентів.
Петро Бех координував чимало міжнародних освітянських проєктів за програмами  Фулбрайт, Еразмус, Мевляна, Tempus, Usaid тощо.
Педагогічна діяльність включала практичний курс англійської мови для студентів і аспірантів природничих факультетів, спецкурси художнього і технічного перекладу, сучасних інформаційних технологій для студентів-філологів, лекційний курс з методики викладання іноземних мов для студентів Інституту міжнародних відносин, керівництво педагогічною та перекладацькою практикою студентів, рецензування і редагування курсових, дипломних робіт студентів, рефератів  та кандидатських робіт  аспірантів, наукові статті, монографії, підручники та навчально-методичні комплекси.
Основні праці
- Лінгвістичні питання відтворення образу в поетичному перекладі (рос. мовою), Київ, Видавництво Київського університету, 1980, 67 стор., (у співавторстві);
- Англійська мова для вступників, Київ, Видавництво «Либідь» 1993, 1994, 1996, 1997, 2001, 319 стор.;
- Самовчитель англійської мови (у співавторстві), Київ, Видавництво «Либідь», 1993, 1995, 232 стор.;
- Russian-Ukrainian-English Scientific and Technical Dictionary, Київ, Видавництво «Техніка», 1997, 532 стор.;
- Російсько-англо-український словник з інформатики та обчислювальної техніки, Київ, Видавництво «Спалах», 1998, 503 стор.;
- Практикум з англійської пунктуації,  Київ, Видавництво УФСЦ, 2003, 55 стор.;
- English-Ukrainian-Russian Dictionary of Biochemical Terms. Kyiv, Видавництво УФСЦ, 2005, 354 стор.;
- Pharmacology (англ. мовою), Вінниця, Видавництво «Нова книга», 2006, 382 pp. (у співавторстві);
- Endocrinology. (англ. мовою), За спільної редакції проф. Петра Боднаря і проф. Петра Беха, 2007,  325 стор.;
- Програма з іноземних мов (“Англійська мова”, ”Німецька мова”, ”Французька мова”, ”Іспанська мова”) для 2-12 класів середніх загальноосвітніх шкіл, (Науковий редактор), Київ. “Шкільний світ”, 2001 р..

Редактор численних наукових видань.

## Сім'я
Дружина — Людмила Биркун, професор Інституту філології Київського національного університету імені Тараса Шевченка Син Віктор (1975 р.н.) — Віцепрезидент Citibank (Лондон); син Олексій (1986 р.н.) – керівник відділу продажу компанії Google (Дублін).
За вагомий особистий внесок у розвиток освіти, науки й культури, успіхи у підготовці висококваліфікованих спеціалістів, професіоналізм і педагогічну майстерність нагороджений Почесною грамотою Верховної Ради України, за особистий значний внесок у розвиток співробітництва між Україною та Італією, Францією, Республіко Польща нагороджений орденами цих країн.

## Нагороди
- Орден Нестора-Літописця Української Православної Церкви (2000);
- Почесна Грамота Верховної Ради України (2002);
- Орден Зірка Італійської Солідарності з присвоєнням звання Кавалер (2003);
- Премія імені Тараса Шевченка КНУ (2005);
- Орден Академічних Пальм з присвоєнням звання Кавалер (2008);
- Почесна відзнака МЗС України (2008);
- Орден «За заслуги» III ст.(2009);
- Кавалерський хрест ордена «За заслуги перед Республікою Польща» (2012);
- Відзнака Вченої ради Київського національного університету імені Тараса Шевченка (2014);
- Орден Зірка Італійської Солідарності з присвоєнням звання Офіцер (2015);
- Орден Академічних Пальм з присвоєнням звання Офіцер (2019).